# سیارک ۲۶۷۳۹
سیارک ۲۶۷۳۹ (به انگلیسی: 26739 Hemaeberhart، نامگذاری:2001HV32)۲۶۷۳۹مین سیارک کشف شده‌است که در ۲۳ آوریل ۲۰۰۱ کشف شد.